# Acacia nova-anglica
Acacia nova-anglica é uma espécie de leguminosa do gênero Acacia, pertencente à família Fabaceae.